# Іштван Унгварі
Іштван Унгварі (угор. Istvan Ungvari; 27 травня 1989) — угорський боксер, призер чемпіонату Європи серед аматорів.

## Аматорська кар'єра
Іштван Унгварі на чемпіонаті Європи 2008 завоював бронзову медаль.
- У чвертьфіналі переміг Антона Бекіша (Білорусь) — 8-2
- У півфіналі програв Оганесу Даніеляну (Вірменія) — 2-4

На чемпіонаті світу 2009 у першому бою зазнав розгромної поразки від Хосе де ла Ніеве (Іспанія), а на чемпіонаті світу 2011 — від Цзоу Шимін (Китай).
Не зумів кваліфікуватися на Олімпійські ігри 2012.
На чемпіонаті Європи 2013 програв у другому бою, а на чемпіонаті Європи 2015 — у першому.